# Bernard Hebb
Bernard Hebb (* 22. Februar 1941 in Ludlow, Massachusetts, USA; † 2. September 2020 in Bremen) war ein klassischer Gitarrist, Professor für klassische Gitarre und Komponist.

## Leben
Hebb begann ein Gitarrenstudium zunächst in Massachusetts bei Francis LaPierre. Dann setzte er es an der Wiener Musikhochschule bei Karl Scheit fort und schloss es dort 1969 mit dem Solisten-Diplom für Gitarre ab. 
Hebb unterrichtete als Dozent für klassische Gitarre mehrere Jahre zunächst am Hamburger, danach am Bremer Konservatorium. 1980 bis 2006 wirkte er als Professor an der Hochschule für Künste Bremen (ehem. Hochschule für Gestaltende Kunst und Musik Bremen), wo er maßgeblich den Fachbereich „Gitarre“ etablierte. Zu seinen Schülern zählten u. a. Bernd Ahlert, Katja Bergström, Ulrich Busch, Reed Desrosiers, Duo Stoyanova, Oliver Eidam, Boyan Karanjuloff, Ulf Kröger, Dušan Oravec, Ki-Bum Park, Uwe Raschen, Leandro Riva und Ralf Winkelmann.
Er ist unter anderem Mitbegründer der Zevener Gitarrenwoche und Jurymitglied internationaler Festivals, auf denen er auch Meisterklassen unterrichtet. Seine pädagogische Tätigkeit ergänzte Hebb durch Konzerte, die ihn durch Europa, die USA und bis nach Australien führten. Er konzertierte sowohl als Solist als auch mit Duopartnern (Gitarre, Cembalo, Flöte, Violoncello).
Für seine Verdienste erhielt Bernard Hebb unter anderem 1973 das Goldene Ehrenzeichen durch den Verband der Arbeiter-Musikvereine Österreichs (VAMÖ), den Pakhus Preis von der Århus Kunstakademie Dänemark (2002), die Silberne Ehrenmünze der Stadt Zeven (2005), und er ist seit 2006 im „Who´s Who“, USA eingetragen.

## Diskographie
- Musik für Oboe und Gitarre, Helmut Schaarschmidt, Oboe und Bernard Hebb, 1983 LP/1989 CD
- Oboen-Sonaten des italienischen Barock, Helmut Schaarschmidt, Oboe, Gunter Ribke, Violoncello und Bernard Hebb, 1987
- Romance, Gunter Ribke, violoncello and Bernard Hebb, 1991
- Encores für Oboe und Gitarre, Helmut Schaarschmidt, Oboe und Bernard Hebb, 1992
- Guitar Impressions, Musik für zwei Gitarren, Finn Svit und Bernard Hebb, 2001
- Twilight, Musik für zwei Gitarren, Gabriel Guillén und Bernard Hebb, 2007
- Dedications, Modern solo guitar styles, Bernard Hebb, 2008
- Over the Years – In all den Jahren, Bernard Hebb performs with his students, 2013